# Gebärde
Gebärde kann bedeuten:
- die Bewegung eines Körperteils, besonders der Hand, die etwas ausdrücken soll
  - als Bestandteil der  nonverbalen Kommunikation
  - als Bestandteil der Körpersprache
  - im Sinn von Zeichen, beispielsweise des Fingeralphabets oder der Anzeige von Ziffern
  - als einzelner Bestandteil der Gebärdensprache oder der Lautsprachbegleitenden Gebärden (LBG) oder der gebärdenunterstützten Kommunikation (GuK)
- ein Synonym für Geste oder für ein vorgespieltes Verhalten